# Топчій Василь Васильович
Топчій Василь Васильович - доктор юридичних наук, професор, директор навчально-наукового інституту права Державного податкового університету, заслужений юрист України, голова Київського обласного осередку ГО «Всеукраїнська асоціація кримінального права».

## Біографія
Народився 01 травня 1959 року в с. Ревбинці, Чорнобаївського району, Черкаської області.

## Освіта
1981 року закінчив Київський ордена Леніна державний університет ім. Т.Г. Шевченка (нині - Київський національний університет імені Тараса Шевченка), отримав повну вищу освіту за спеціальністю «Правознавство» та здобув кваліфікацію юриста.

## Наукова діяльність
Автор та співавтор понад 160 публікацій наукового, навчально-методичного та публіцистичного характеру, з яких значна кількість опубліковано в наукових фахових виданнях України.

### 2009 р.
Кандидат юридичних наук з 2009 р. Дисертацію за спеціальністю 12.00.08 – кримінальне право та кримінологія; кримінально-виконавче право захистив 10.06.2009 року на засіданні спеціалізованої вченої ради Д 35.725.02 у Львівському державному університеті внутрішніх справ (диплом серія ДК № 052946). 

### 2010 р.
2010 року присвоєно вчене звання доцента кафедри оперативно-службової підготовки (диплом 12ДЦ № 023491).

### 2014 р.
Доктор юридичних наук з червня 2014 року. Дисертацію за спеціальністю 12.00.09 – кримінальний процес та криміналістика; судова експертиза; оперативно-розшукова діяльність захистив 05.06.2014 року на засіданні спеціалізованої вченої ради СРД 26.007.02 у Національній академії внутрішніх справ МВС України (диплом ДД № 003488).

### 2015 р.
2015 року присвоєно вчене звання професора кафедри кримінального права та кримінології (диплом 12 ПР № 011139).

#### 01. 09.2005 р. по 2014 р.
Доцент, професор кафедри кримінального процесу Національної академії внутрішніх справ (за сумісництвом);

#### 28.01.2014 р. по 01.09.2014 р.
Доцент кафедри кримінального права, процесу та криміналістики Національного університету державної податкової служби України;

#### 23.09.2015 р. по 2017 р.
Завідувач кафедри кримінального права та кримінології Університету державної фіскальної служби України.

#### 2017 р. по теперішній час
Директор навчально-наукового інституту права Державного податкового університету.

## Політична діяльність
Двічі обрався депутатом районних Рад в м. Києві, депутатом Київської  міської Ради. Обирався секретарем постійної комісії з питань законності,  правопорядку,прав громадян та боротьби зі злочинністю в м. Києві.

## Практична діяльність
Пройшов шлях від слідчого районного відділу до першого заступника начальника Головного слідчого управління МВС України, очолював районне управління МВС, обласні слідче та управління по боротьбі з організованою злочинністю.
Генерал-майор міліції.

## Громадська діяльність
Голова Київського обласного осередку Громадської організації «Всеукраїнська асоціація кримінального права».

## Нагороди
Заслужений юрист України (2000 р.), більше 20 відомчих нагород, відзнаки Верховної Ради України та Кабінету Міністрів України.